# Xerorchideae
De Xerorchideae vormen een tribus (geslachtengroep) van de Epidendroideae, een onderfamilie van de orchideeënfamilie (Orchidaceae).
Het is een kleine, monotypisch tribus met slechts 1 geslacht en 2 soorten vrij primitieve orchideeën afkomstig uit Zuid-Amerika.

## Taxonomie
De juiste classificatie van het geslacht Xerorchis is steeds een probleem geweest. Het geslacht vertoont zowel primitieve kenmerken van de geslachten Triphora en Tropidia, zoals de bamboeachtige bouw, de dunne bloemstengel en de groenblijvende bladeren, en verder geëvolueerde kenmerken van de 'Hogere' Epidendroideae, zoals de acht pollinia.
Daarom werd dit geslacht in 2005 door Cribb opgenomen in een aparte tribus.
- Geslacht
  - Xerorchis